# Théâtre de l'Ermitage

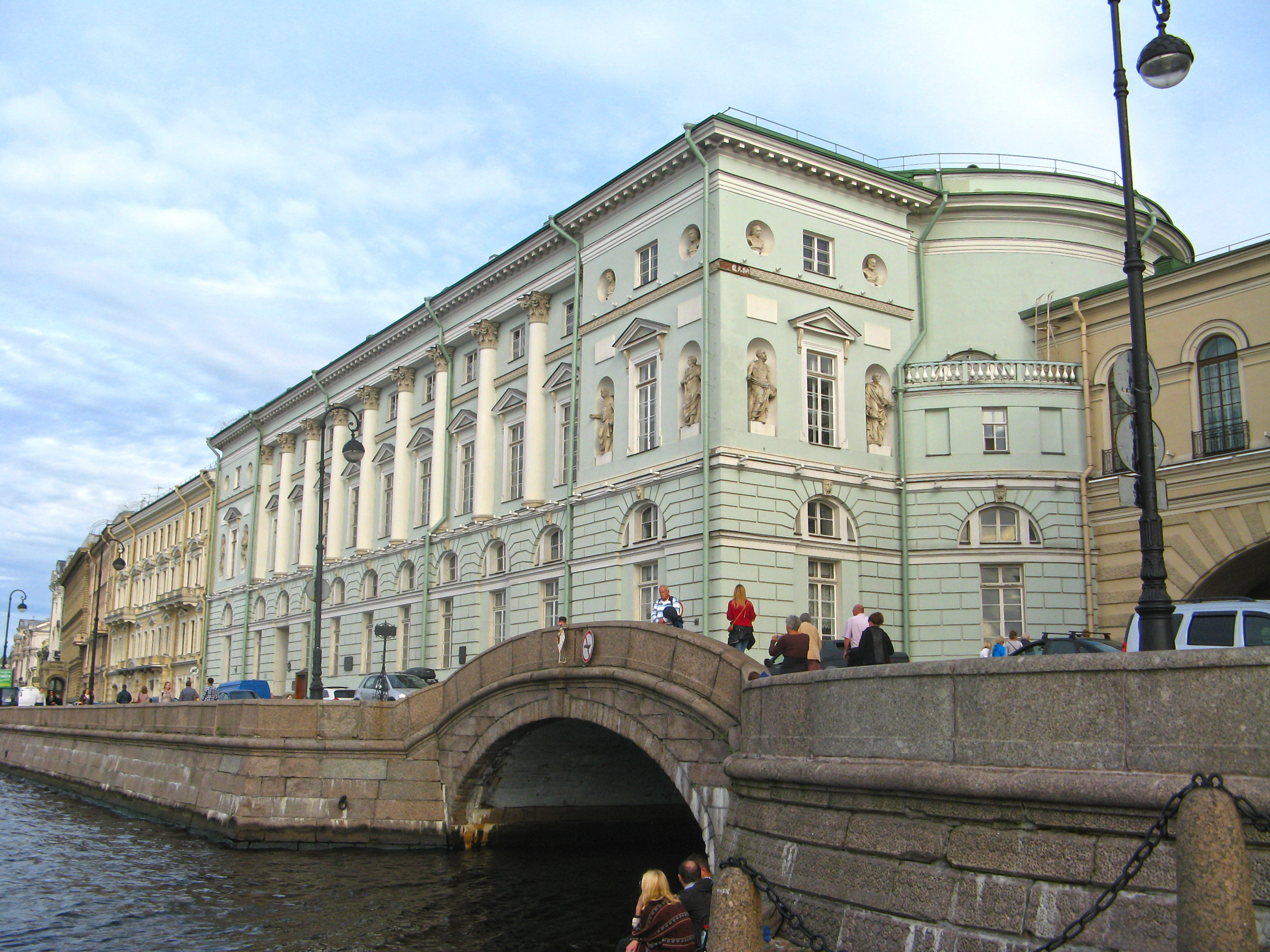
Le théâtre de l'Ermitage, sur la rive sud de la Neva.

Le théâtre de l'Ermitage est un théâtre construit en style palladien entre 1783 et 1787 au palais d'Hiver de Saint-Pétersbourg par Giacomo Quarenghi, pour la Grande Catherine. 

## Histoire
L'inauguration du théâtre a eu lieu le 22 novembre 1785. Le théâtre a fermé après la Révolution d'Octobre. Il a été restauré et a rouvert en 1991. 

## Description
L'auditorium semi-circulaire est décoré de marbres de couleurs et de dix niches qui abritent les statues d'Apollon et des neuf muses. 

## Spectacles
Les spectacles qui y étaient présentés se déroulaient devant la cour. La salle pouvait accueillir jusqu'à 250 spectateurs. Plusieurs ballets de Marius Petipa ont été joués sur cette scène.
Plus récemment, Mstislav Rostropovitch, Sviatoslav Richter et Elena Obraztsova s'y sont produits.

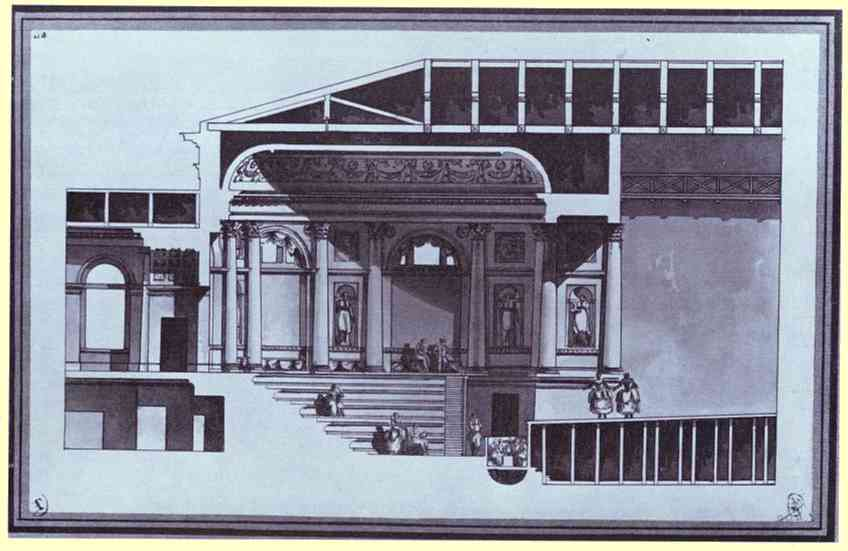
Dessin en coupe du théâtre de l'Ermitage
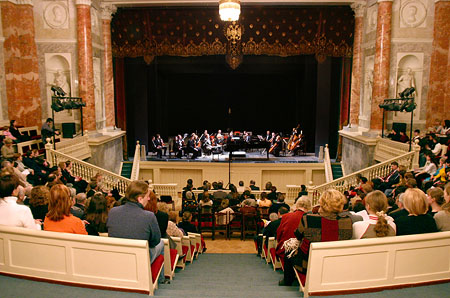
Concert au théâtre de l'Ermitage
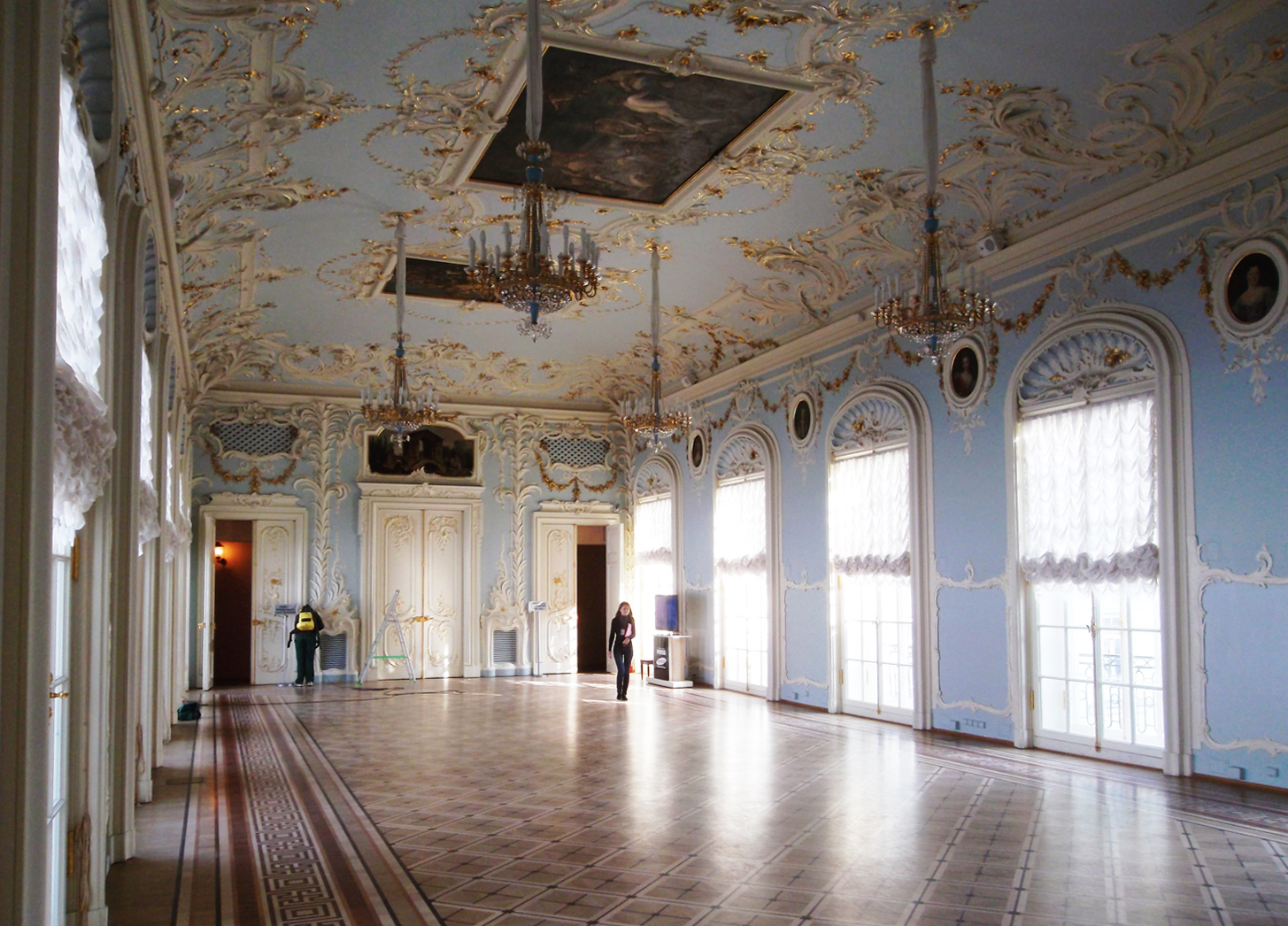
Foyer